# Doktor Ojboli
Doktor Ojboli (ros. Доктор Айболит, 1984–1985) – radziecki serial animowany w reżyserii Dawida Czerkasskiego powstały na podstawie utworu Kornieja Czukowskiego Doktor Nicnieboli.

## Spis odcinków
- Доктор Айболит и его звери
- Бармалей и морские пираты
- Варвара — злая сестра Айболита
- Коварный план Бармалея
- Айболит спешит на помощь
- Крокодил и солнце
- Спасибо, доктор!

Źródło:

## Obsada (głosy)
- Zinowij Gerdt jako Doktor Ojboli

## Wersja polska

### Dubbing
- Wersja polska: Studio Opracowań Filmów w Łodzi
- Reżyseria: Grzegorz Sielski
- Tekst: Alicja Karwas
- Dźwięk: Anatol Łapuchowski
- Montaż: Ewa Rajczak
- Kierownictwo produkci: Edward Kupsz

Źródło:

### Lektor
Serial emitowany był w paśmie wspólnym Telewizji Regionalnej w wersji z lektorem, którym był Stanisław Heropolitański.